# Хуторской переулок (Киев)
Хуторской переулок (укр. Хутірський провулок) — переулок в Голосеевском районе города Киева, местность Мышеловка. Пролегает от Армейской до Золотоношской улицы. Проходит вдоль Голосеевского леса.
Прилегают Хуторская и Корчеватская улицы.

## История
Хуторской переулок возник в 30-е годы XX столетия. Современное название с 1944 года.